# いのち草
いのち草（いのちぐさ）は、1990年10月1日から1991年3月29日まで、月曜日から金曜日の8時30分から8時55分の間に放送された、よみうりテレビ制作の朝の連続ドラマである。NTV系では、10時00分から10時25分の間に放送された。

## 概要
薬草を題材としていた。
主演の岡は当時33歳で、ヒロインは20代前半が中心だった『連続テレビ小説』や『ポーラテレビ小説』の例からみても、30代でドラマ出演豊富な岡の登用は当時異例とされた。

## キャスト
- 岡まゆみ
- 江藤潤
- 梅宮辰夫
- 白木万理
- 新藤栄作
- 坂上二郎
- 山本みどり
- 正司花江
- 南田洋子
- 円谷浩
- 小島慶四郎

- 長門裕之
- 川合伸旺
- 麻生真宮子
- 高岡健二
- 春川ますみ
- 新橋耐子
- 坂本スミ子
- 夢路いとし
- 高松英郎
- 藤尾美紀
- 花沢徳衛

- マキノ佐代子
- 大木実
- 早崎文司
- 須賀不二男
- 石井光三
- 西川のりお
- 太平サブロー
- 長谷川哲夫
- 西山辰夫
- 斉藤智美
- 清水ひとみ

- 小田薫
- 森岡いづみ
- 久遠利三
- 原哲男
- 睦五朗
- 久保晶
- 野村信次
- 山崎満
- 柴乃ゆう
- 高草伸次

- 吉尾康秀

## スタッフ
- 脚本：梅林貴久生、田代淳二
- 演出：山本和夫、藤井裕也

## 主題歌
- 『花舞』唄：梅沢富美男（ポリスター）

| よみうりテレビ 朝の連続ドラマ | よみうりテレビ 朝の連続ドラマ | よみうりテレビ 朝の連続ドラマ |
| 前番組                        | 番組名                        | 次番組                        |
| ----------------------------- | ----------------------------- | ----------------------------- |
| 花真珠                        | いのち草                      | 花友禅                        |